# كين جادج
كين جادج (بالإنجليزية: Ken Judge)‏ هو معلق رياضي أسترالي، ولد في 15 يناير 1958، وتوفي في 15 يناير 2016 في برث في أستراليا بسبب ورم نخاعي متعدد.

## وصلات خارجية
- كين جادج على موقع AustralianFootball.com (الإنجليزية)
- كين جادج على موقع AFLtables.com (الإنجليزية)